# Ревень
Реве́нь (лат. Rhéum) — род травянистых растений семейства Гречишные.

## Ботаническое описание
Это многолетние очень крупные травы с толстыми, деревянистыми, ветвистыми корневищами.
Надземные стебли однолетние, прямые, толстые, полые и иногда слабобороздчатые.
Прикорневые листья очень крупные, длинночерешковые, цельные, пальчато-лопастные или зубчатые, иногда по краю волнистые; черешки цилиндрические или многогранные, при основании снабжённые крупными раструбами. Стеблевые листья более мелкие.
Стебель заканчивается крупным метельчатым соцветием.
Цветки большей частью белые или зеленоватые, редко розовые или кроваво-красные; они обоеполые или вследствие недоразвития — однополые. Околоцветник простой, шестилистный, листки которого или все одинаковы между собой, или наружные несколько мельче внутренних, после опыления околоцветник увядает. Тычинок 9, в два круга, причём наружный круг удвоен; только у Rheum nobile Hr. шесть тычинок, так как наружный круг не удвоен. Пестик один, с верхней одногнёздной трёхгранной завязью; столбиков три, с головчато-почковидными или подковообразными рыльцами.
Плод — трёхгранный широко- или узкокрылатый орешек. Семя белковое, зародыш центральный.
Размножается семенами; в культуре — делением взрослого растения так, чтобы каждая часть корня имела по почке (глазку); последний способ скорее даёт большие листья.

## Распространение
Ревень широко распространён в Азии от Израиля до Сибири и Гималайских гор, выращивается в Европе.

## Виды
Всех видов ревеня насчитывается более двадцати. Виды в высшей степени склонны давать плодонесущие помеси, а эти последние так же легко дают помеси между собой, поэтому трудно получить чистые виды из семян; вообще, определять виды ревеня нелегко.
- Ревень лекарственный (Rheum officinale Baill.), громадная трава, дикорастущая в Восточном Тибете и часто разводимая как медицинское растение. Стебли до 2 м высотой, а листья до 1,25 м в длину; пластинка сердцевидно-яйцевидная, заострённая, пяти- или семипальчатолопастная.
- Ревень пальчатый (Rheum palmatum L.), трава со стеблями в 1,5 м высотой и листьями округло-яйцевидными, пальчато-лопастными. Дико растёт в Центральной Азии. В Европе часто разводится в садах. Старое название — ревень копытчатый.
- В садах разводится ещё Ревень южный (Rheum australe D.Don) и другие.

В огородной культуре известно несколько видов:
- Ревень гибридный (Rheum × hybridum Murray),
- Ревень волнистый (Rheum rhabarbarum L.) и другие.

Они употребляются человеком в пищу в качестве овоща (при культуре их стремятся выгнать возможно большие листья, так как в пищу идут черешки листьев вместо шпината, а также в виде компота, варенья и начинки в сладкие пироги). Овощные виды от медицинских отличаются внешним видом: у первых листья цельнокрайные, у вторых — пальчато-вырезные или лопастные.

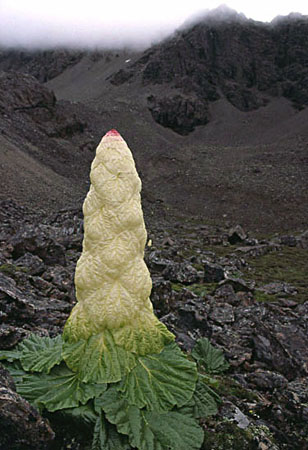
Rheum nobile, встречающийся в Тибете, достигает высоты 2 м

- Ревень черноморский (Rheum rhaponticum L.) применяется в ветеринарии.
- Ревень благородный (Rheum nobile)
- Ревень татарский (Rheum tataricum)
- Ревень Эмоди (Rheum emodii)
- Ревень южный (Rheum australe)
- Ревень компактный (Rheum compactum L.)
- Ревень Виттрока (Rheum wittrockii Lundstr.)
- Ревень смородинный (Rheum ribes L.)
- Ревень скальный (Rheum rupestre)
- Ревень Максимовича (Rheum maximowiczii Losinsk.)
- Ревень гобийский (Rheum nanum Sievers)

## Опыт культуры
Культура ревеня наиболее распространена в Англии и США. Из культурных сортов наиболее излюблены: исполинский, виктория, королевский и красный ранний, или тобольский; первые два подходящи уже потому, что редко цветут (цветение останавливает рост листьев). Климат России ревень переносит вполне хорошо и в большинстве случаев перезимовывает без укрытия; только самые нежные сорта его в более северной полосе России требуют защиты от морозов в виде земляной насыпи и слоя соломы или листьев над головками корней. Ревень любит свежую, глубокую, богатую почву с непроницаемой подпочвой (глубокие чернозёмные суглинки наиболее пригодны).
Семена высеваются ранней весной на обыкновенную гряду с рыхлой почвой, затем сеянцы пересаживаются с пикировкой на расстоянии 25–35 см; осенью или, лучше, весной рассада высаживается на постоянное место — на расстоянии 70 см. Посев побегами производится или в октябре, или рано весной. Сажают семенами или побегами, почву предварительно глубоко обрабатывают, смешивая с разложившимся навозом или компостом. Удобряют вообще каждый год осенью — после сбора листьев или через 2–3 года, увеличивая количество удобрения. Весной и летом — вместе с полкой сорных трав — почва подвергается разрыхлению — мотыжению. Ревень ранней выгонки разводят в парниках и на паровых грядах или на кучах — круглых, в виде усеченного конуса высотой в 70 см с диаметром верхней площадки в 35 см; в этом случае посадка производится осенью; на зиму кучу покрывают толстым слоем навоза, который ранней весной сменяется свежим, по прошествии заморозков — слоем листьев. Сбор листьев (отрезанием или срыванием) производится в большинстве случаев лишь со второго года в течение 4–10 лет. Чтобы растение не истощалось, удаляют листья постепенно — в течение всего лета и притом лишь вполне развитые. Цветочные стебли немедленно срезаются, чтобы они не задерживали роста листьев. Если же нужно получить семена, то оставляют только один цветочный стебель, иначе семена выйдут тощими.

## Хозяйственное значение и применение
В пищу употребляют такие виды ревеня, как волнистый, компактный, Виттрока, смородинный и другие.
Из срезанных листьев пластинки идут в корм свиньям или в компост, черешки же, связанные в пучки, — в продажу. Чтобы получить нежные черешки, растение несколько окучивается и окружается бочонком без дна или горшком (английский способ): затененные черешки тянутся к свету, вытягиваются и приобретают известную нежность. Свежие черешки по удалении плотной кожицы режутся на кусочки и употребляются:
- сваренные в сахарном сиропе, дают кисловатое, приятное на вкус варенье
- слегка подваренные в густом сахарном сиропе, высушенные и на другой день вновь погружённые в сироп дают ревенные цукаты
- обваренные кипятком, протёртые через решето и сваренные с сахаром идут в качестве начинки в сладкие пироги, напоминая вкусом яблочное пюре
- из сока черешков готовят вино вроде шабли, причём сок в смеси с водой и сахаром подвергают сначала брожению; когда последнее закончится, и жидкость просветлится, процеживают, отстаивают и разливают по бутылкам, в которых выдерживают по крайней мере год в подвале.

Уборка корней — для медицинских целей — производится не ранее четвёртого года со времени полной их спелости; лучшее время уборки — осень на шестом году. Очистив корни от земли и корешков и разрезав их на куски, их сушат на солнце и затем, когда корни затвердеют, нанизывают на нитки и досушивают в тени. Черешки нужно немедленно сбывать на рынок, корни же можно сохранять долгое время в сухом помещении.

## Лечебное воздействие
В медицине употребляется корень некоторых видов ревеня. Внутри корень имеет красноватые, жёлтые и белые жилки или полоски; вкус кислый, запах специфический. Ревень содержит красноватый, горький на вкус гликозид хризофан — порошок, дающий с водой тёмный, а со щелочами вишнёво-красный раствор, хризофоновую кислоту (диоксиметилантрахинон), которая кристаллизуется в виде золотисто-жёлтых игл или ромбических пластинок, без запаха и вкуса, трудно растворяется в холодной, легче — в горячей воде, спирте, эфире и легко в щелочах; кроме того, содержит различные смолы, крахмал, дубильные вещества и щавелевую кислоту. Употребляется в малых дозах как средство, возбуждающее аппетит и улучшающее пищеварение.
Назначается в порошке, таблетках или в пилюлях, весьма редко в отваре; в дозах 0,1—0,5 г — как средство, способствующее пищеварению, от 1 до 5 г — как слабительное. Из корня приготовляются также другие препараты; вытяжка по 0,1—0,4 — как желудочное и по 0,5—2,0 — как слабительное; сложная вытяжка (собур, ялапа, медицинское мыло и спирт) принимается в таких же дозах; водная и спиртовая вытяжки назначаются чайными ложками; детский порошок (с магнезией) от ¼ до целой чайной ложки несколько раз в день и сироп — в таких же дозах.